# Transports et communications aux îles Féroé
Les transports et communications aux Îles Féroé sont constitués par l'ensemble des équipements routiers, maritimes et aéroportuaires desservant l'archipel danois des Féroé - l'archipel ne possédant pas de réseau ferroviaire - et du service postal et systèmes de télécommunications.

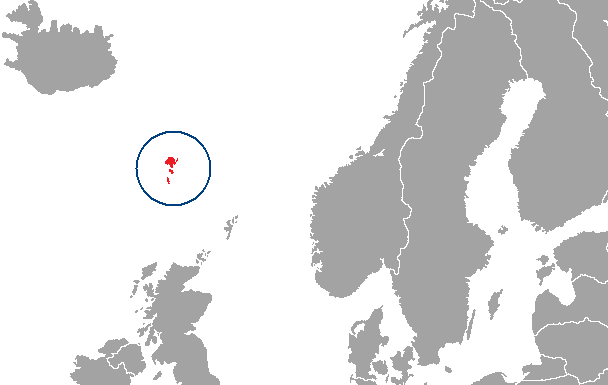
Localisation de l'archipel des Féroé.
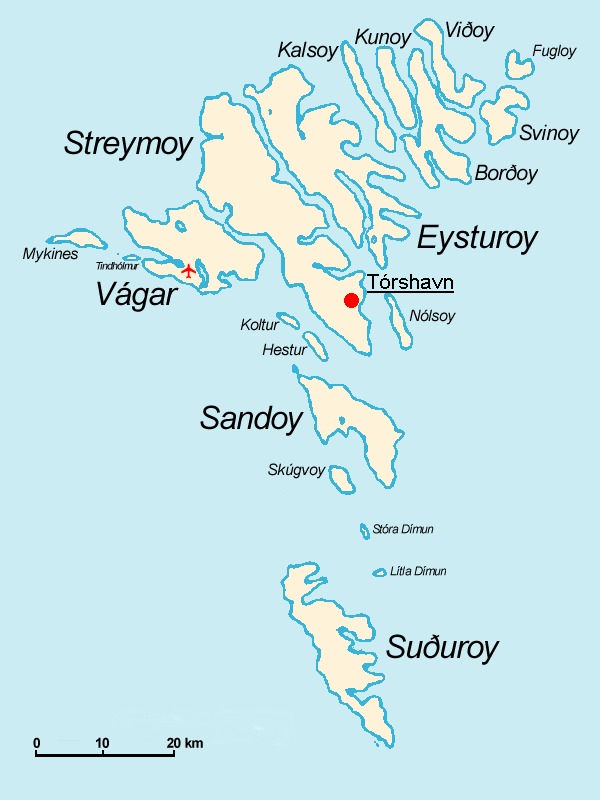
Carte des îles Féroé.

## Transport aérien

### Aéroport
Il n'existe qu'un seul aéroport international aux îles Féroé : l'aéroport de Vágar. Construit par les Britanniques au cours de la Seconde Guerre mondiale, il est devenu un aéroport civil depuis juillet 1963. En plus de l'aéroport de Vágar, l'archipel dispose de plusieurs héliports.

### Compagnies aériennesAtlantic AirwaysetFaroeJet

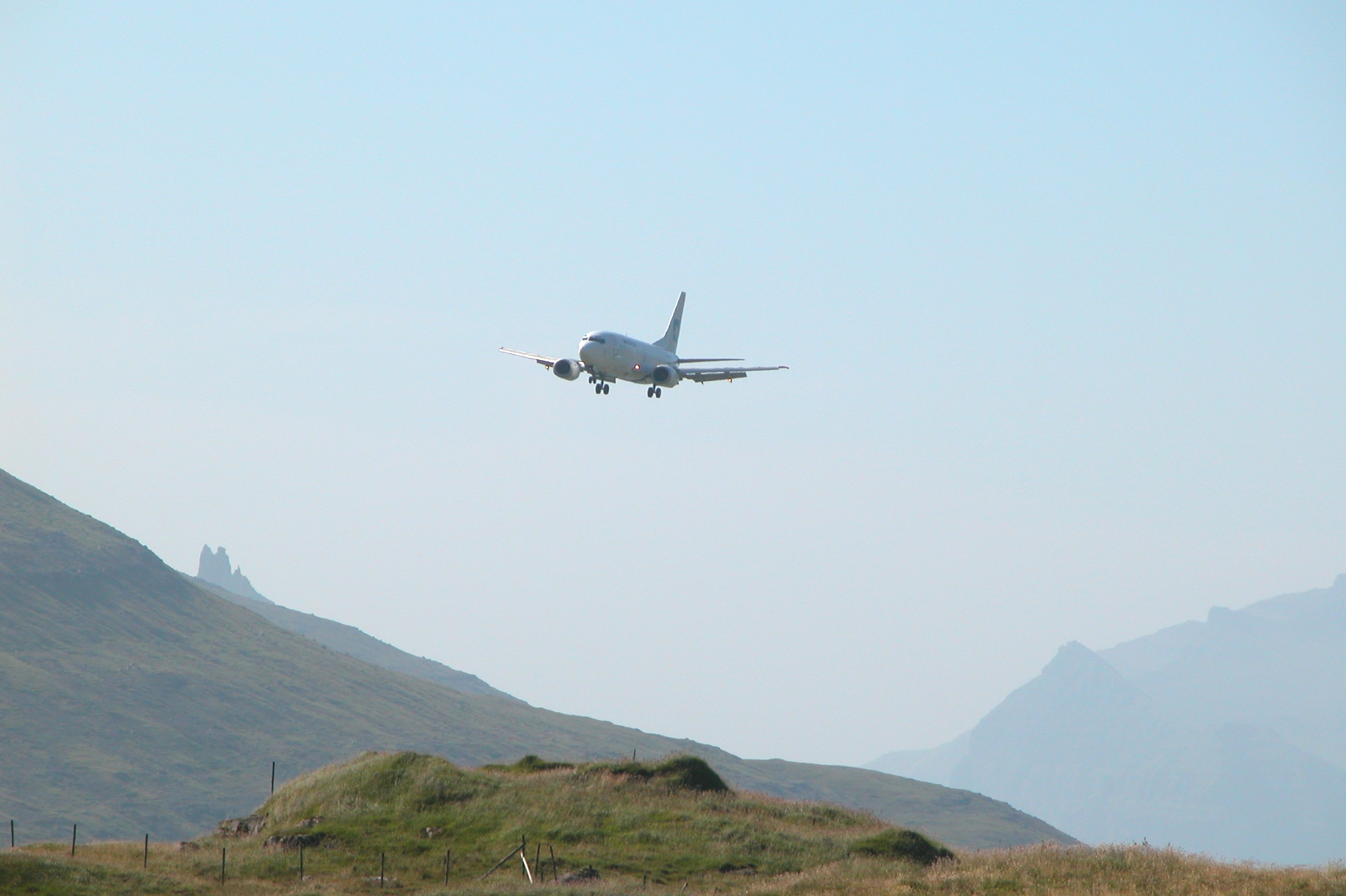
Un avion en approche de l'aéroport de Vágar.
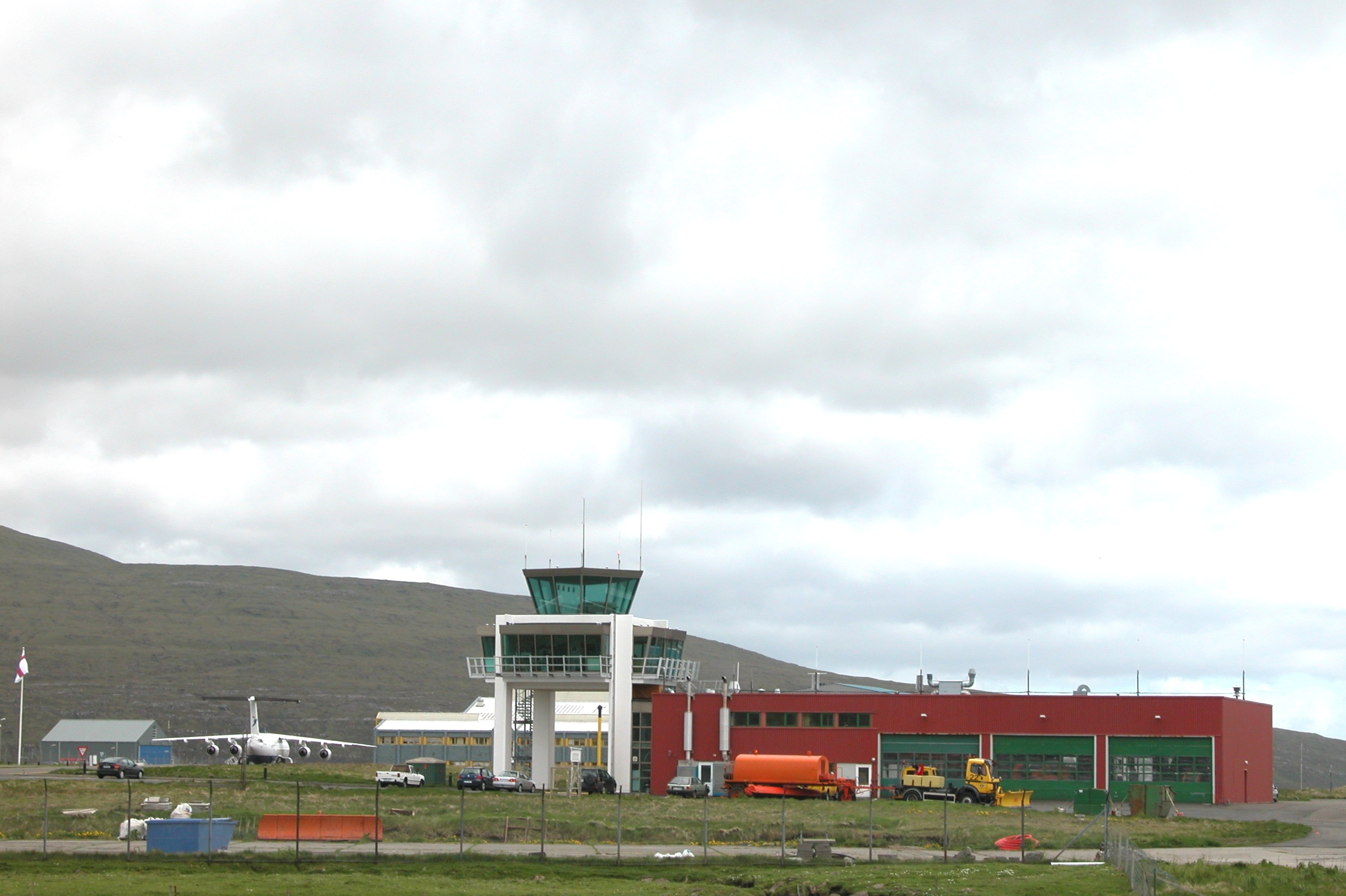
Aéroport de Vágar.
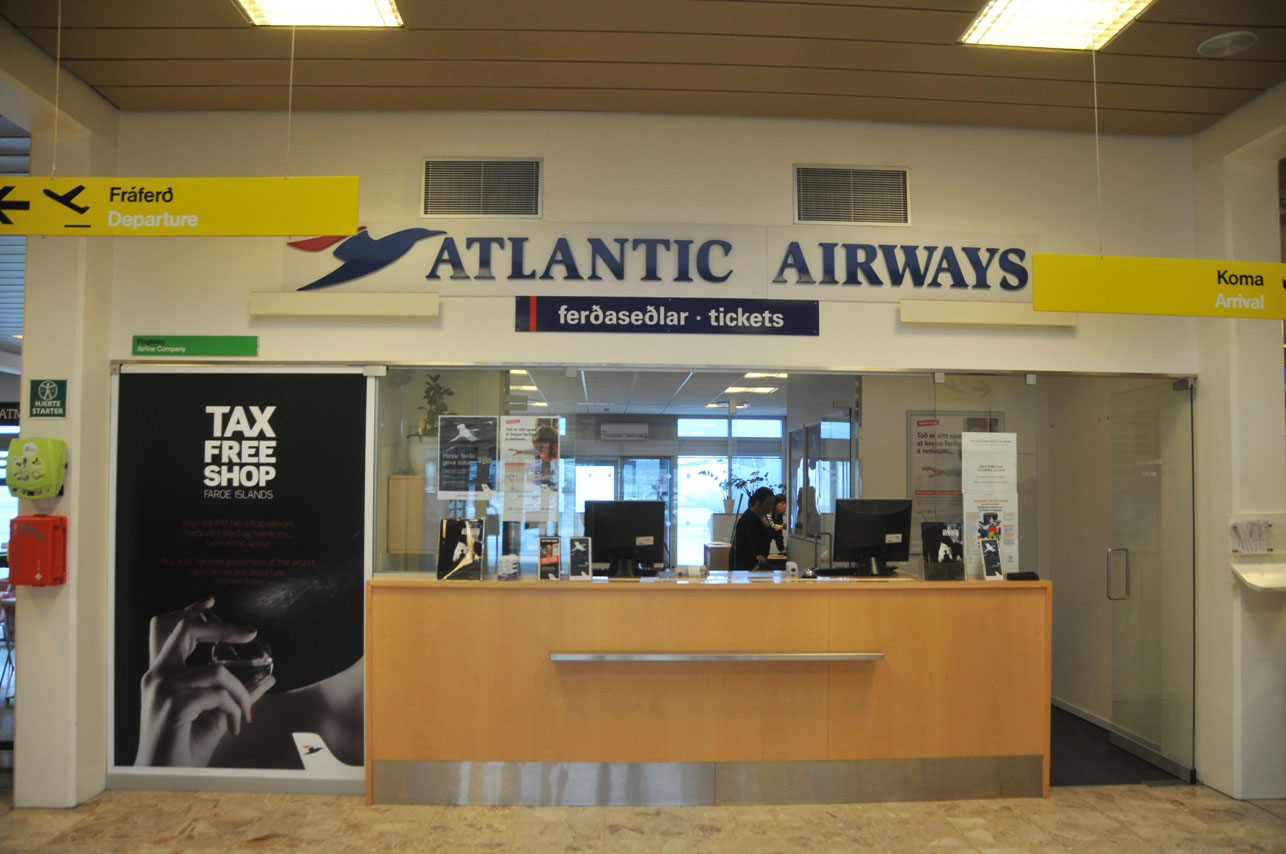
Bureaux de la compagnie Atlantic Airways
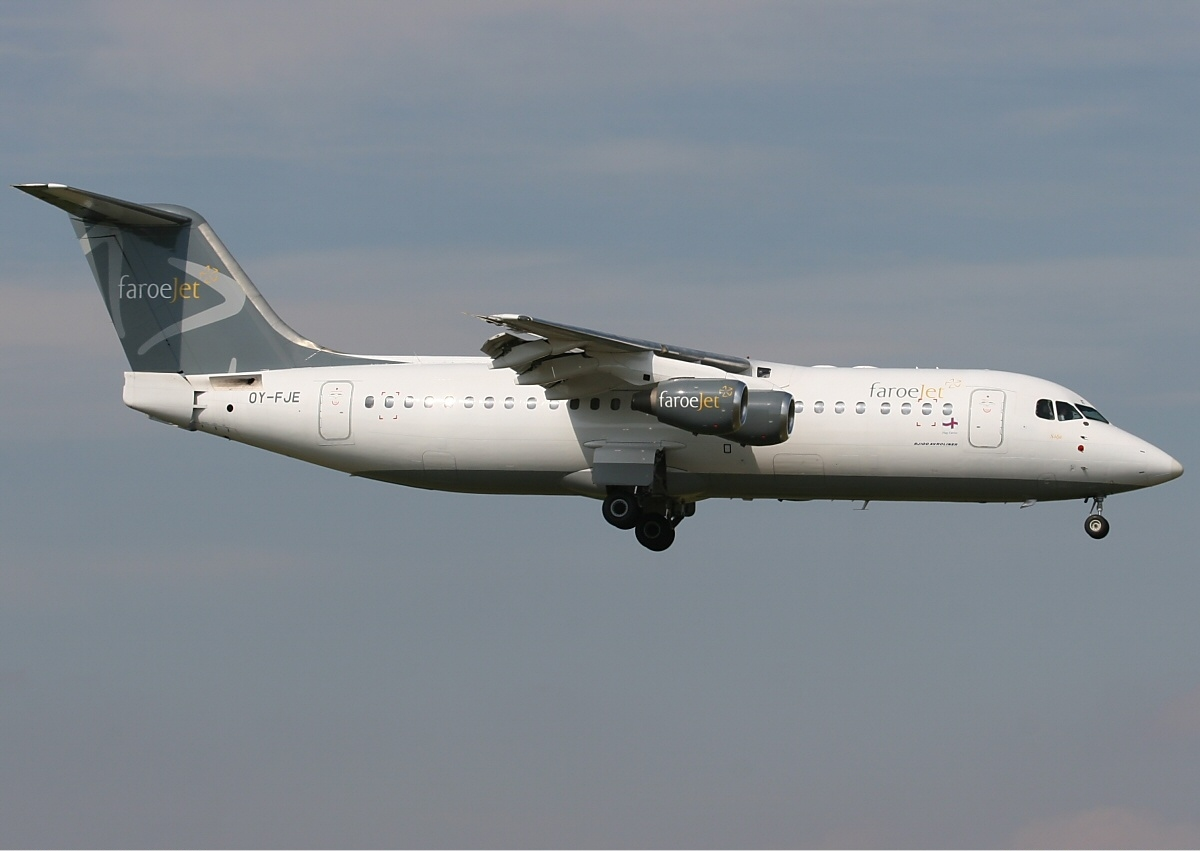
BAe 146 de la compagnie régionale FaroeJet

## Transport routier

### Voirie: routes, ponts et tunnels

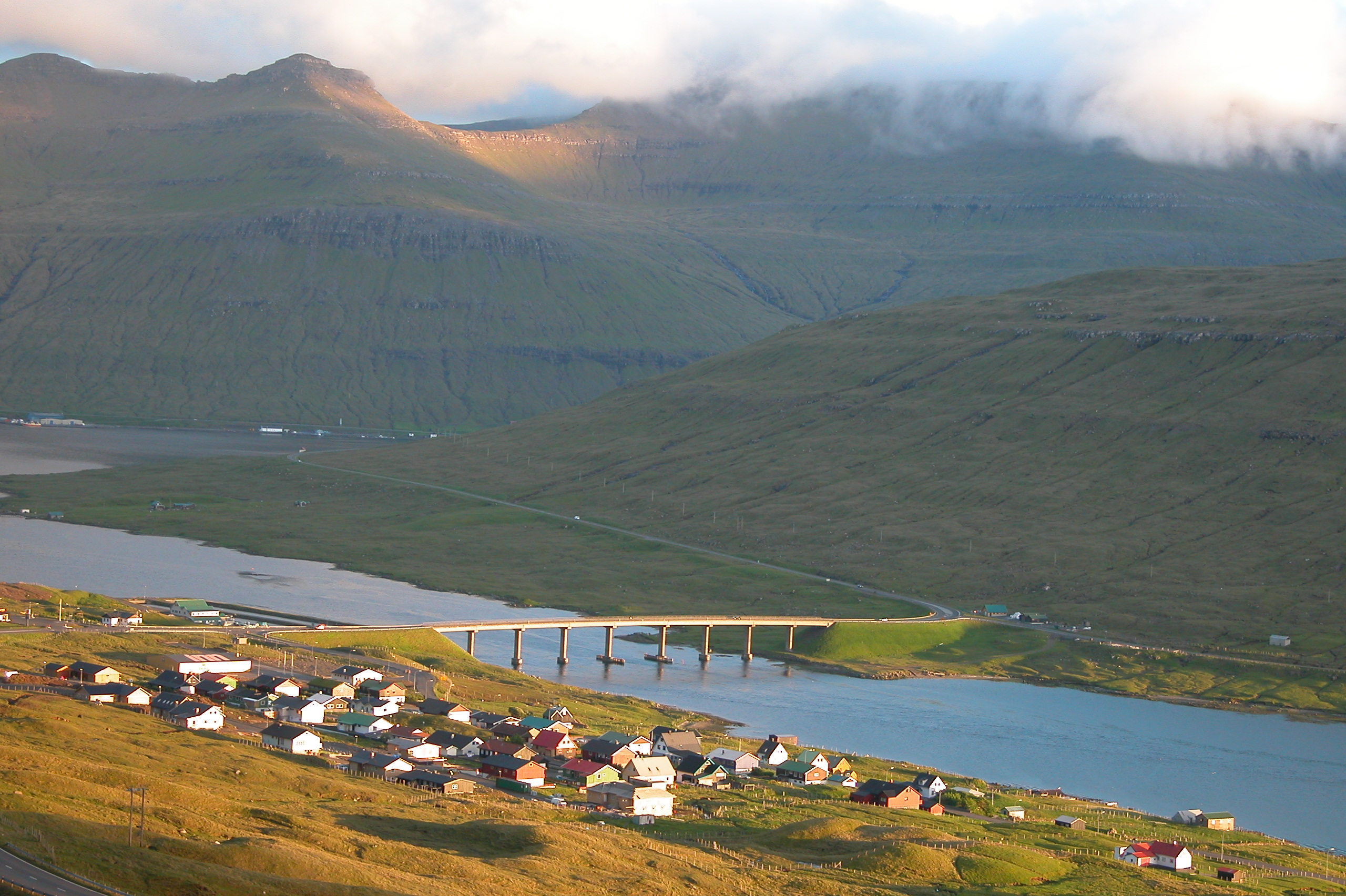
Pont de Norðskáli sur la rivière Sundini.

Le réseau routier des îles Féroé présente une longueur totale de 960 km, dont 460 km de routes nationales et 500 km
de routes locales. Trois ponts principaux permettent de relier les îles entre elles, le Brúgvin um Streymin, le Byrging um Hvannasund et le Byrging um Haraldssund. En 1976, un pont de 226 mètres de long a été jeté en travers de la rivière Sundini, sur l'île de Streymoy entre les bourgades de Norðskáli et Oyri. Depuis son inauguration, un village appelé Oyrarbakki s'est installé sur ses abords avec une école, des magasins et un bureau de poste.
Les différentes îles de l'archipel sont également reliées par un réseau de tunnels sous-marins. Le Vágatunnilin relie l'île de Vágar à la capitale, Tórshavn, sur l'île de Streymoy. Le Norðoyatunnilin, achevé en 2006, relie la ville de Leirvík sur l'île d'Eysturoy à la ville de Klaksvík sur l'île de Borðoy. Il est le plus long tunnel de l'archipel. 
D'autre tunnels routiers terrestres permettent de relier les agglomérations d'une même île entre elles. Par exemple le Hovstunnilin, qui permet de relier Oravik et Hov ou le Hvalbiartunnilin, reliant les villages de Hvalba et de Trongisvágur. Tous les deux sont situés sur l'île la plus méridionale de l'archipel, Suðuroy. Le tunnel de Hvalba présente la particularité de n'avoir qu'une seule voie de passage. Le croisement entre deux véhicules n'est possible que grâce aux bandes d'arrêt d'urgence.

### Bus
Il n'existe qu'un seul réseau de transports en commun terrestres dans les Îles Féroé, la  Bussleiðin (« ligne de bus »), qui a été créée en 1979 et est composée de sept lignes d'autobus. Ce réseau dessert le sud de l'Île de Streymoy et relie la capitale aux villes qui l'entourent.

## Ports et transports maritimes

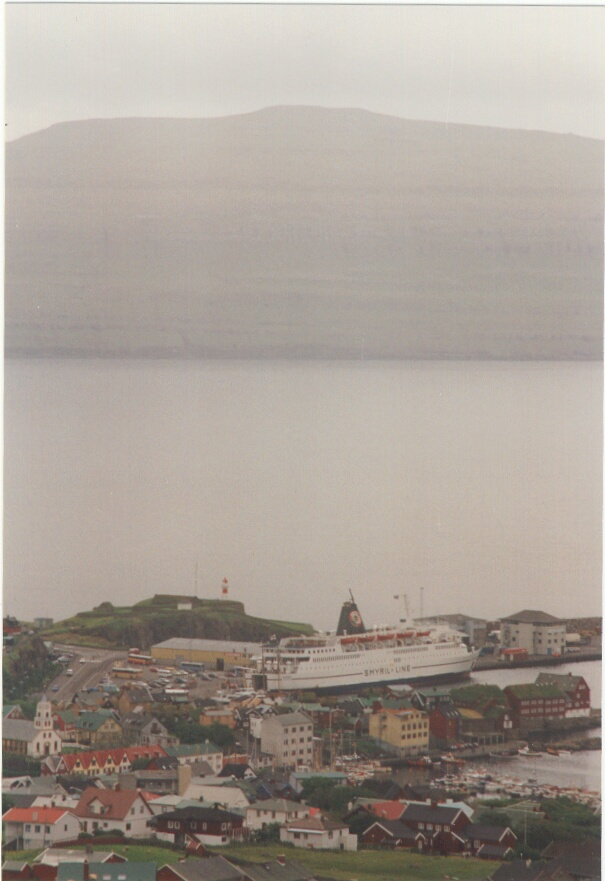
Un ferry en rade du port de Tórshavn, la capitale de l'archipel,.

### Ports
S'agissant d'un archipel, les îles Féroé sont naturellement pourvues d'un certain nombre de ports, à commencer par la capitale Torshavn, dont le port moderne, datant de 1927, est desservi par la compagnie de transport de passagers Smyril Line qui fait la liaison entre le Danemark et l'Islande. Le port de Torshavn sert également pour les liaisons entre les îles de l'archipel.
La seconde ville de l'archipel, Klaksvik, est un important port de pêche, pouvant également accueillir des ferries qui permettent la liaison avec la ville de Syðradalur, sur l'île de Kalsoy. Le service de traversée entre Klaksvík et Leirvík sur l'île d'Eysturoy, a été remplacé par le creusement du Nordoyatunnilin, le tunnel des îles du Nord. 
Parmi les autres ports, on peut mentionner ceux de Tvoroyri, Runavik et Fuglafjordhur.

### Transports et lignes maritimes
Il existe 3 lignes de ferries aux îles Féroé. Les liaisons locales au départ de la capitale sont assurées par la compagnie Strandfaraskip Landsins.

## Services postaux, télécommunications et téléphonie
Les îles Féroé disposent d'un bon réseau de communications domestiques et internationales.
Localement, un système numérique de téléphonie a été mis en place en 1998 : systèmes de téléphonie mobile NMT (analogique) et GSM (digital). Føroya Tele est l'entreprise qui assure les services de télécommunications sur les îles de l'archipel.
Pour l'international, l'archipel dispose de stations satellites terrestres (Orion) et d'un réseau de câbles sous-marins (fibres optiques) le reliant aux Îles Shetland, au Danemark, à l'Islande, au Canada et à l'Europe.

### Malle postaleSS Laura

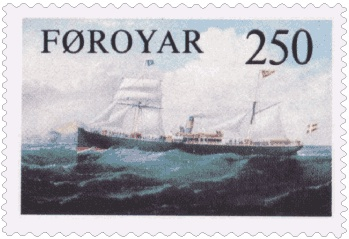
La malle postale SS Laura lancée en 1882 pour l'acheminement du courrier depuis le Danemark vers les Féroé et l'Islande.

Le SS Laura  a été utilisé comme malle postale entre le Danemark, les îles Féroé et l'Islande entre les années 1880 et les années 1910. Le navire a été construit 1882 à Copenhague. L'armateur était la société de transport et de ferries Det Forenede Dampskipsselskap (DFDS). Le navire s'est échoué le 16 mars 1910 sur les côtes islandaises. L'histoire des bateaux de poste commence en 1857, un an après la fin du monopole du commerce danois et un bref service de navettes entre les Shetland et les îles Féroé. Une entreprise danoise-écossaise de transport maritime, la Koch & Henderson, soumit au gouvernement du Danemark un plan pour armer un navire à vapeur entre le Danemark, les îles Féroé et l'Islande. Après l'approbation de celui-ci et une aide financière de sa part pour débuter, Koch & Henderson affréta le vapeur Victor Emanuel (également équipé de voiles), lancé en Écosse en 1856. Quand le navire passa sous pavillon du Danemark après son achat 1858, il fut rebaptisé Arcturus.